# Levantamento de peso nos Jogos Pan-Americanos de 2011 - Mais de 105 kg masculino
A categoria mais de 105 kg masculino do levantamento de peso nos Jogos Pan-Americanos de 2011 foi disputada em 27 de outubro no Fórum de Halterofilismo com dez halterofilistas, cada um representando um país.

## Calendário
Horário local (UTC-6).
| Data          | Horário | Fase  |
| ------------- | ------- | ----- |
| 27 de outubro | 16:00   | Final |

## Medalhistas
| Ouro   | BRA Fernando Reis    |
| Prata  | VEN Yoel Morales     |
| Bronze | CAN George Kobaladze |

## Resultados
| Pos.              | Nome             | País               | Grupo | Peso (kg) | Arranque (kg) | Arremesso (kg) | Total (kg) |
| ----------------- | ---------------- | ------------------ | ----- | --------- | ------------- | -------------- | ---------- |
| Medalha de ouro   | Fernando Reis    | BRA Brasil         | A     | 132.06    | 185           | 225            | 410        |
| Medalha de prata  | Yoel Morales     | VEN Venezuela      | A     | 127.44    | 168           | 225            | 393        |
| Medalha de bronze | George Kobaladze | CAN Canadá         | A     | 131.45    | 170           | 223            | 393        |
| 4                 | Julio Arteaga    | ECU Equador        | A     | 135.49    | 170           | 220            | 390        |
| 5                 | Sertanis Terán   | CUB Cuba           | A     | 121.72    | 174           | 215            | 389        |
| 6                 | Carlos Campos    | CRC Costa Rica     | A     | 126.64    | 166           | 215            | 381        |
| 7                 | Crhistian López  | GUA Guatemala      | A     | 133.64    | 175           | 206            | 381        |
| 8                 | Patrick Mendes   | USA Estados Unidos | A     | 125.28    | 175           | 205            | 380        |
| 9                 | Héctor Rizo      | MEX México         | A     | 132.86    | 150           | 180            | 330        |
| –                 | Fredy Rentería   | COL Colômbia       | A     | 150.15    |               |                | DNF        |

## Novos recordes
| Arranque  | 181 kg | BRA Fernando Reis    | PR |
| Arranque  | 185 kg | BRA Fernando Reis    | PR |
| Arremesso | 223 kg | CAN George Kobaladze | PR |
| Arremesso | 225 kg | BRA Fernando Reis    | PR |
| Total     | 410 kg | BRA Fernando Reis    | PR |